# Dylan Thomas (snowboarder)
Dylan Thomas (27 giugno 1994) è un ex snowboarder statunitense.

## Palmarès

### Coppa del Mondo
- Miglior piazzamento nella Coppa del Mondo generale di freestyle: 54º nel 2017
- Miglior piazzamento nella Coppa del Mondo di slopestyle: 24º nel 2017
- Miglior piazzamento nella Coppa del Mondo di big air: 90º nel 2018
- 1 podio:
  - 1 terzo posto